# Gouldsboro (Pennsylvanie)
Pour les articles homonymes, voir Gouldsboro.
Gouldsboro est un village et une census-designated place (CDP) dans le canton de Lehigh du comté de Wayne et dans le canton de Coolbaugh du comté de Monroe, en Pennsylvanie, aux États-Unis. 
La population de Gouldsboro était de 890 habitants au recensement de 2010.